# Aartsbisdom Antequera
Het aartsbisdom Antequera (Latijn: Archidioecesis Antequerensis) is een rooms-katholiek aartsbisdom met als zetel Oaxaca, in Mexico. De aartsbisschop van Antequera is metropoliet van de kerkprovincie Antequera, waartoe ook de volgende suffragane bisdommen behoren:
- Huautla (territoriale prelatuur)
- Mixes (territoriale prelatuur)
- Puerto Escondido
- Tehuantepec
- Tuxtepec

## Geschiedenis
Het aartsbisdom werd opgericht op 21 juni 1535, als het bisdom Antequera, uit delen van het bisdom Tlaxcala, en was suffragaan aan het aartsbisdom Sevilla. Op 12 februari 1546 veranderde het van kerkprovincie en werd suffragaan aan het nieuw verheven aartsbisdom México. Op 23 juni 1891 werd het verheven tot metropolitaan aartsbisdom.

## Parochies
Het aartsbisdom had in 2020 een oppervlakte van 34.000 km2 en telde 1.797.398 inwoners waarvan 83,7% rooms-katholiek was.

## Ordinarii

### Bisschoppen
- Juan López de Zárate (21 juni 1535 - 10 september 1555)
- Bernardo de Albuquerque (27 juni 1561 - 23 juli 1579)
- Bartolomé de Ledesma (3 juni 1583 - 16 februari 1604)
- Baltazar de Covarrubias y Múñoz (6 juni 1605 - 4 februari 1608)
- Juan de Cervantes (28 mei 1608 - 13 september 1614)
- Juan Bartolome de Bohórquez e Hinojosa (13 november 1617 - september 1633)
- Leonel de Cervantes y Caravajal (18 februari 1636 - 1637)
- Bartolomé de Benavente y Benavides (27 juni 1639 - 26 juli 1652)
- Francisco Diego Díaz de Quintanilla y de Hevía y Valdés (14 mei 1655 - 6 december 1656)
- Juan Alonso de Cuevas y Davalos (19 januari 1658 - 28 april 1664)
- Tomás de Monterroso (23 juni 1664 - 26 januari 1678)
- Nicolás Ortiz del Puerto y Colmenares Salgado (3 oktober 1678 - 13 augustus 1681)
- Isidoro Sariñana y Medina Cuenca (27 september 1683 - 10 november 1696)
- Manuel Plácido de Quirós de Porras (7 april 1698 - 9 maart 1699)
- Angel de Maldonado (21 juni 1700 - 17 april 1728)
- Francisco de Santiago y Calderón (6 juli 1729 - 13 oktober 1736)
- Tomás Montaño y Aarón (3 maart 1738 - 24 oktober 1742)
- Diego Felipe Gómez de Angulo (28 september 1744 - 28 juli 1752)
- Buenaventura Blanco y Elguero (26 september 1753 - 12 mei 1764)
- Miguel Anselmo Álvarez de Abreu y Valdéz (22 april 1765 - 17 juli 1774)
- José Gregorio Alonso de Ortigosa (29 mei 1775 - 21 september 1792)
- Gregorio José de Omaña y Sotomayor (24 september 1792 - 11 oktober 1797)
- Antonio Bergosa y Jordán (23 februari 1801 - 15 november 1817)
  - Francisco Ramón Valentín de Casaus y Torres (hulpbisschop: 23 maart 1807 - 15 maart 1815)
- Manuel Isidoro Pérez Sánchez (4 juni 1819 - 27 december 1837)
- Jose Epigmenio Villanueva y Gomez de Eguiarreta (23 december 1839 - 13 mei 1840)
- Angel Mariano de Morales y Jasso (1 maart 1841 - 27 maart 1843)
  - José María Irigoyen y Munoz Cano (hulpbisschop: 22 juli 1842 - 20 augustus 1843)
- Antonio Mantecón y Ibáñez (25 januari 1844 - 11 februari 1852)
  - Francisco Garcia Cantarines (hulpbisschop: 24 april 1845 - 6 november 1847)
- José Agustín Domínguez y Díaz (7 april 1854 - 25 juli 1859)
- José María Covarrubias y Mejía (22 juli 1861 - 5 december 1867)
- Vicente Fermín Márquez y Carrizosa (22 juni 1868 - 1 januari 1887)

### Aartsbisschoppen
- Eulogio Gregorio Clemente Gillow y Zavalza (23 mei 1887 - 19 mei 1922)
- José Othón Núñez y Zárate (19 mei 1922 - 5 maart 1941; coadjutor sinds 17 maart 1922)
- Fortino Gómez León (21 november 1942 - 25 juli 1967)
  - José de Jesús Clemens Alba Palacios (hulpbisschop: 5 april 1954 - 8 augustus 1959)
- Ernesto Corripio y Ahumada (25 juli 1967 - 11 maart 1976)
- Bartolomé Carrasco Briseño (11 juni 1976 - 4 oktober 1993; hulpbisschop 18 mei 1967 - 11 juni 1971)
- Héctor González Martínez (4 oktober 1993 - 11 februari 2003; coadjutor sinds 4 februari 1988)
  - Miguel Angel Alba Díaz (hulpbisschop: 10 juni 1995 - 16 juni 2001)
- José Luis Chávez Botello (8 november 2003 - 10 februari 2018)
  - Óscar Armando Campos Contreras (hulpbisschop: 23 mei 2006 - 2 februari 2010)
  - Gonzalo Alonso Calzada Guerrero (hulpbisschop: 20 november 2012 - 20 oktober 2018)
- Pedro Vázquez Villalobos (10 februari 2018 - heden)

Antequera (aartsbisdom) · Huautla (territoriale prelatuur) · Mixes (territoriale prelatuur) · Puerto Escondido · Tehuantepec · Tuxtepec